# أندريه فوتو
أندريه فوتو هو فنان كندي، ولد في 15 مارس 1946 في دانفيل ‏ في كندا.